# Bartramia glauca
Bartramia glauca är en bladmossart som beskrevs av Paul Pablo Günther Lorentz 1864. Bartramia glauca ingår i släktet äppelmossor, klassen egentliga bladmossor, divisionen bladmossor och riket växter. Inga underarter finns listade i Catalogue of Life.